# Évocation d'amour
Évocation d'amour est une mélodie d'Augusta Holmès de 1892.

## Composition
Augusta Holmès compose Évocation d'amour en 1892, sur un texte écrit par elle-même. L'œuvre, dédiée à Madeleine Lemaire, existe en deux versions, l'une pour contralto ou baryton, l'autre pour mezzo-soprano en sol majeur. Elle est publiée aux éditions Tellier.